# Markiniáda
Markiniáda är en ort i Grekland.   Den ligger i prefekturen Nomós Ártas och regionen Epirus, i den centrala delen av landet, 270 km nordväst om huvudstaden Aten. Markiniáda ligger 403 meter över havet och antalet invånare är 122.
Terrängen runt Markiniáda är kuperad.Runt Markiniáda är det glesbefolkat, med 17 invånare per kvadratkilometer. Närmaste större samhälle är Arta, 10,0 km sydväst om Markiniáda. I omgivningarna runt Markiniáda växer i huvudsak blandskog.